# Uppsala Stadshus AB
Uppsala Stadshus AB är ett svenskt förvaltningsbolag som agerar moderbolag för de verksamheter som Uppsala kommun har valt att driva i aktiebolagsform. Bolaget ägs helt av kommunen.

## Bolag
Källa: 
- Destination Uppsala AB (100%)
- Uppsala bostadsförmedling AB (100%)
- Uppsala Kommun Skolfastigheter AB (100%)
- Uppsala Kommun Arenor och Fastigheter AB (100%)
- Uppsala Kommun Utvecklingsfastigheter AB (100%)
- Uppsala Kommuns Fastighetsaktiebolag (100%)
- Uppsala Konsert och Kongress AB (100%)
- Uppsala Parkeringsaktiebolag (100%)
- Uppsala Stadshus Holding AB (100%)
- Uppsala Stadshus Holding 2 AB (100%)
- Uppsala stadsteater aktiebolag (100%)
- Uppsala Vatten och Avfall AB (100%)
- Uppsalahem Aktiebolag (100%)